# Scottish Division Two 1894/95
Die Scottish Football League Division Two wurde 1894/95 zum zweiten Mal ausgetragen. Nach Einführung der Division One war es die zweite Austragung als zweithöchste Fußball-Spielklasse der Herren in der Scottish Football League unter dem Namen Division Two.
In der Saison 1894/95 traten 10 Klubs in insgesamt 18 Spieltagen gegeneinander an. Jedes Team spielte jeweils einmal zu Hause und auswärts gegen jedes andere Team. Es galt die 2-Punkte-Regel. Bei Punktgleichheit waren die Vereine (mit derselben Punktausbeute) gleich platziert. Die Meisterschaft gewann Hibernian Edinburgh, das zugleich den Aufstieg in die folgende Division One-Saison 1895/96 feierte. Die Mannschaften der Dundee Wanderers und des FC Cowlairs zogen sich am Saisonende zurück.

## Vereine
| Verein                | Stadt        | Stadion         |
| --------------------- | ------------ | --------------- |
| Airdrieonians FC      | Airdrie      | Broomfield Park |
| Dundee Wanderers      | Dundee       | Clepington Park |
| FC Abercorn           | Paisley      | Underwood Park  |
| FC Cowlairs           | Glasgow      | Springvale Park |
| FC Motherwell         | Motherwell   | Fir Park        |
| FC Renton             | Renton       | Tontine Park    |
| Greenock Morton       | Greenock     | Cappielow Park  |
| Hibernian Edinburgh   | Edinburgh    | Easter Road     |
| Partick Thistle       | Glasgow      | Meadowside      |
| Port Glasgow Athletic | Port Glasgow | Clune Park      |

## Statistiken

### Abschlusstabelle
| Pl. | Verein                | Sp. | S  | U | N  | Tore    | Diff. | Punkte |
| --- | --------------------- | --- | -- | - | -- | ------- | ----- | ------ |
| 1.  | Hibernian Edinburgh   | 18  | 14 | 2 | 2  | 092:280 | +64   | 30:60  |
| 2.  | FC Motherwell         | 18  | 10 | 2 | 6  | 056:390 | +17   | 22:14  |
| 3.  | Port Glasgow Athletic | 18  | 8  | 4 | 6  | 062:560 | +6    | 20:16  |
| 3.  | FC Renton (A) 1       | 18  | 10 | 0 | 8  | 046:440 | +2    | 20:16  |
| 5.  | Greenock Morton       | 18  | 9  | 1 | 8  | 059:630 | −4    | 19:17  |
| 6.  | Airdrieonians FC      | 18  | 8  | 2 | 8  | 068:450 | +23   | 18:18  |
| 6.  | FC Abercorn           | 18  | 7  | 4 | 7  | 051:650 | −14   | 18:18  |
| 8.  | Partick Thistle       | 18  | 7  | 3 | 8  | 050:620 | −12   | 17:19  |
| 9.  | Dundee Wanderers 1    | 18  | 4  | 1 | 13 | 044:860 | −42   | 09:27  |
| 10. | FC Cowlairs           | 18  | 2  | 3 | 13 | 037:770 | −40   | 07:29  |

| Zum Saisonende 1893/94 |                                |
| (A)                    | Absteiger aus der Division One |